# Liste von Kraftwerken in Singapur
Die Kraftwerke in Singapur werden sowohl auf einer Karte als auch in einer Tabelle (mit Kennzahlen) dargestellt.

## Unternehmen
Die Energy Market Authority in Singapur hat den folgenden 14 Unternehmen eine Lizenz zur Stromerzeugung erteilt:
- ExxonMobil Asia Pacific Pte Ltd
- Keppel Merlimau Cogen Ptd Ltd
- Keppel Seghers Tuas Waste-to-Energy Plant Pte Ltd
- National Environment Agency
- PacificLight Power Ptd Ltd
- SembCorp Cogen Ptd Ltd
- Senoko Energy Pte Ltd
- Senoko Waste-To-Energy Pte Ltd
- Shell Eastern Petroleum Pte Ltd
- Singapore Refining Company Pte Ltd
- TP Utilities Pte Ltd
- Tuas Power Generation Pte Ltd
- Tuaspring Pte Ltd
- YTL PowerSeraya Pte Ltd

## Karte
| Keppel Merlimau |

| Pulau Bukom |

| Pulau Sakra |

| Pulau Seraya |

| Senoko |

| Tuas |

## Tabelle
Die Tabelle zeigt die Kraftwerke in Singapur mit verschiedenen Kennzahlen.
| Lizenznehmer                                      | Muttergesellschaft                  | Name des Kraftwerks                    | Max. Leistung (MW) | Betriebsbeginn | Brennstoff |
| ------------------------------------------------- | ----------------------------------- | -------------------------------------- | ------------------ | -------------- | ---------- |
| ExxonMobil Asia Pacific Pte Ltd                   |                                     |                                        | 220                |                |            |
| Keppel Merlimau Cogen Ptd Ltd                     | Keppel Energy Pte Ltd               | Keppel Merlimau Cogen (KMC)            | 1300               | 2007           | Erdgas     |
| Keppel Seghers Tuas Waste-to-Energy Plant Pte Ltd | Keppel Integrated Engineering (KIE) | Keppel Seghers Tuas WTE                | 20                 | 02.11.2009     | Müll       |
| National Environment Agency                       |                                     |                                        | 250                |                | Müll       |
| PacificLight Power Ptd Ltd                        |                                     | Island Power                           | 800                | 2014           | LNG        |
| SembCorp Cogen Ptd Ltd                            | SembCorp Utilities                  | Pulau Sakra                            | 815                | 2001           | Erdgas     |
| Senoko Energy Pte Ltd                             |                                     | Senoko                                 | 3.307              | 1976           | Erdgas, Öl |
| Senoko Waste-To-Energy Pte Ltd                    |                                     | Senoko WTE                             | 56                 |                | Müll       |
| Shell Eastern Petroleum Pte Ltd                   |                                     | Pulau Bukom                            | 60                 | 2010           |            |
| Singapore Refining Company Pte Ltd                |                                     |                                        |                    |                |            |
| TP Utilities Pte Ltd                              | Tuas Power Pte Ltd                  | Tembusu Multi-Utilities Complex (TMUC) | 160                | 2012           | Kohle      |
| Tuas Power Generation Pte Ltd                     | Tuas Power Pte Ltd                  | Tuas                                   | 2.670              | 1999           | Erdgas, Öl |
| Tuaspring Pte Ltd                                 | Hyflux Ltd                          |                                        | 400                | 2014           | Erdgas     |
| YTL PowerSeraya Pte Ltd                           |                                     | Pulau Seraya                           | 3.040              | 1988           | Erdgas, Öl |